# Xylotrechus moriutii
Xylotrechus moriutii là một loài bọ cánh cứng trong họ Cerambycidae.